# Alma Deutscher
Alma Elizabeth Deutscher (febrero de 2005) es una compositora inglesa, pianista, violinista y niña prodigio de origen judío.
A la edad de seis años compuso su primera sonata para piano. A los siete compuso su primera composición de envergadura, la ópera The Sweeper of Dreams (El barredor de sueños). A los nueve compuso un concierto para violín y orquesta, el cual estrenó en 2015.
A la edad de diez completa su primera ópera, Cenicienta, la cual tuvo su estreno europeo en Viena en 2016, bajo el patrocinio del director Zubin Mehta. Tuvo luego su estreno en EE. UU. en San José, California, en diciembre de 2017. A la edad de doce años, Deutscher estrenó su primer concierto para piano.

## Antecedentes
Deutscher nació en Basingstoke, Reino Unido, en 2005, hija de una profesora de literatura, Janie Deutscher (su apellido de soltera era Steen), y del lingüista israelí Guy Deutscher. Ambos son músicos amateurs.
Empezó a tocar piano a los dos años, seguido del violín a la edad de tres. A los cuatro años comenzó a componer e improvisar en el piano y a los cinco comenzó a escribir sus composiciones. Estas primeras anotaciones fueron poco claras, pero a los seis pudo escribir composiciones con claridad a mano, y pudo componer su primer sonata. A la edad de siete compuso su primera ópera pequeña, a los nueve un concierto para violín y a los diez una ópera de duración completa.
Según su padre ella podía nombrar las notas del piano a los dos años. "Por su tercer cumpleaños le compré un pequeño violín, cual juguete. Estaba tan entusiasmada e intentó usarlo durante tantos días que decidimos buscarle un profesor. En menos de un año estaba interpretando sonatas de Händel."
En una entrevista con la BBC en 2012 Steen dijo: "A los tres años escuchó una canción de cuna de Richard Strauss y vino a nosotros a decirnos «¡cómo la música puede ser tan hermosa!», estaba fascinada por su belleza."

## Publicidad temprana
La primera exposición en los medios de Deutscher en los medios de comunicación pueden ubicarse en el escritor y comediante Stephen Fry, promocionando su canal de YouTube cuando ella tenía siete. Guy Deutscher y Fry se conocían mutuamente por un interés compartido en lingüística. Originalmente el canal de Deutscher fue creado para compartir con parientes cercanos. Su padre dijo: "Luego Stephen Fry vio [los videos familiares] y lo comentó en Twitter, y así fue como se hizo conocida por sus millones de seguidores." Fry escribió: "Simplemente alucinante: Alma Deutscher interpretando sus propias composiciones. Un nuevo Mozart?", con un enlace a uno de los videos de Deutscher. Al día siguiente un programa de televisión llamó a su casa.
Guy Deutscher expresó sus preocupaciones respecto de la cobertura de Alma en los medios. Explicó que la familia no estaba preparada para tan intensa exposición y ve como la tarea más importante protegerla y asegurase que tenga una infancia feliz.

## Método de composición
Se dice que las melodías de Deutscher le llegan "... espontáneamente y completamente formadas". Tal como le dijo al Daily Mail: "La música viene a mí cuando estoy relajada. Voy y me siento o me acuesto. Me encanta pensar en hadas, en princesas y vestidos hermosos."  En Zeitgeist Minds explica "Cuando trato de conseguir una melodía nunca viene hacia mí. Usualmente viene cuando estoy descansando o simplemente sentada al piano improvisando, o cuando estoy saltando con mi soga de saltar. O incluso cuando estoy haciendo otra cosa, cuando alguien me está hablando o estoy queriendo hacer algo, entonces escucho esta bonita melodía." En una entrevista para el Daily Telegraph en junio de 2016 dijo: "Cuando estoy con ánimos de improvisar las melodías estallan desde la punta de mis dedos".
Deutscher ha descrito su soga de saltar púrpura como mágica y una parte clave de su proceso para componer: "La ondulo a mi alrededor y las melodías se me aparecen en la cabeza". En una entrevista para BBC News en 2015 Deutscher se mostró agitando la cuerda en el jardín de su familia y cantando una melodía improvisada. Las melodías también le vienen en sus sueños, en común con otras composiciones clásicas como la de Tartini Sonate du Diable. Al describir este tipo de composiciones soñadas y los temas para un conjunto de variaciones en mi bemol Deutscher dice: "desperté y no quise perder las melodías por lo que tomé mi libreta y anoté todo, lo que me tomó unas tres horas. Mis padres no entendieron por qué estaba tan cansada a la mañana y no me quería levantar." Duerme con un grabador al lado de la cama. Secciones de su primera ópera The Sweeper of Dreams, también le vino completamente formada en un sueño. Deutscher dice recibir también inspiración de un país imaginario llamado Transilvania: "Hago mi propia tierra con mi propio lenguaje, donde hay grandes compositores, llamados Antonin Yellowsink y Ashy y Shell y Flara".
Sin embargo Deutscher ha explicado que su aparentemente espontánea forma de componer oculta el trabajo duro que involucra crear una composición más larga y compleja, donde la idea o melodía inicial es sólo la primera parte de un proceso mucho más largo. En Zeitgeist Minds explica: "Muchas personas creen que la parte más difícil de componer es obtener las ideas, cuando en realidad eso simplemente me viene. La parte difícil es después sentarse con esa idea, desarrollarla, combinarla con otras ideas de una forma coherente. Porque es fácil tirar una sopa de ideas combinadas que juntas no tienen sentido. Pero sentarse y desarrollar y combinarlas, y luego ajustar y pulirlas, eso toma eras..." Además, su padre explica en una entrevista con el diario israelí Haaretz que la inspiración de Alma se encuentra enfatizada por su extenso conocimiento en armonía. Dio como ejemplo un pasaje de una sonata de Haydn que interpretaba en ese mismo momento, afirmando que la mayoría de los oyentes considerarían la pieza hermosa, pero misteriosa, pero para Alma la misma pieza es un libro abierto de familiares progresiones armónicas.

## Recepción de la crítica
Mucho de la respuesta de la crítica a las composiciones de Deutscher en los primeros años de su exposición pública se centraban en su edad y condición de niña prodigio. Comentando sobre su percepción pública como niña prodigio y su expresión musical ella ha dicho "... quiero que mi música sea tomada en serio... a veces es algo difícil que las personas me tomen en serio porque soy sólo una niña." 
Respuestas más recientes hacen foco en sus composiciones e interpretaciones. Un análisis de un estreno mundial de su concierto para piano en el Festival de música de verano de Carintia, en Austria en 2017, en el cual Deutscher interpreta como solista tanto su concierto para piano así como su concierto para violín, el diario austríaco Kronen Zeitung tituló su crítica como "Vuelos volando, gran música" y resalta el concierto como un "triunfo de la creatividad: sea por su brillante y rica ornamentación del concierto para violín número 1 en sol menor, así como el estreno mundial de su Concierto para piano en Mi bemol mayor, impactante y rico en matices. Estos son los flexibles, poderosos y suntuosos tonos con los que esta niña prodigio aún crea maravillas musicales."

### Comparación con Mozart
Deutscher ha sido comparada repetidas veces con Mozart, a pesar de que ella rechaza la comparación, afirmando que "no quiero ser una pequeña Mozart porque si no estaría componiendo lo que él ya compuso. Eso sería aburrido. Quiero ser Alma, o pequeña Alma." Sus familiares no estimulan la comparación. Su padre ha dicho que "... hay un Mozart en la historia", y no quiere que su hija sienta la carga de ser comparada con otros compositores. Cuando se le pregunta sobre sus ídolos musicales cita a Mozart, Schubert y Tchaikovski.
Desde la creación de su canal de YouTube en 2010 este ha alcanzado más de 18 millones de visitas.

## Educación y vida de casa
Deutscher vive con sus padres en Dorking, Surrey, Inglaterra. Es educada en su casa. Fue inscrita en una escuela a los cinco años pero dijo sentirse:" aburrida, triste y sin guía." Ante la pregunta de si le gustaría ir a la escuela en el futuro responde "Nunca quiero ir a la escuela. Debo salir afuera y tomar aire fresco y leer".
Se ha afirmado que Deutscher dedica cinco horas al día a componer, practicar y escuchar música. Atiende a varias actividades y salidas con otros familiares que le educan en su casa. Su hermana menor, Helen, y la mayoría de sus amigos también fueron educados en casa. Sus padres creen que la creatividad de Deutscher es innata pero debe ser cultivada. Esa creencia combinada con las largas jornadas de la educación inglesa les hizo optar por la educación hogareña. Su padre ha expresado su rechazo a que Alma estudie música mediante el método tradicional inglés de exámenes y aprendizaje mecánico. En cambio su educación musical hace foco en la composición e improvisación, como lo describe el análisis de Robert Gjerdingen sobre los métodos creativos de enseñanza de la música a niños en el siglo XVIII en Italia. De acuerdo al libro Prodigios musicales: interpretaciones sobre psicología, educación, musicología y etnomusicología, el profesor Gjerdingen recomendó a los padres de Deutscher el renombrado improvisador suizo Rudolf Lutz, quien a su vez los conectó con el músico suizo Tobías Cramm. Gjerdingen envía ejercicios y realiza comentarios técnicos sobre las composiciones de Alma, mientras que de improvisación con Cramm vía Skype, utilizando el método pedagógico del siglo XVIII italiano partimenti, líneas de bajo de instrucción para la enseñanza de armonía, contrapunto e improvisación. Alma se convirtió rápidamente versada en la sintaxis musical del siglo dieciocho.  Su padre dice que ella no cuenta con formación regular en composición, más que "...son expertos bien intencionados que la ayudan esporádicamente y hay mucho de autodidacta." Deutscher recibe instrucción privada instrumental en piano y violín de dos profesores del Yehudi Menuhin School en Surrey.
En 2010 Guy Deutscher caracterizó la creatividad musical de Alma como una parte central de su imaginación. En sus primeros años de vida Alma fue el sujeto de sus experimentos relativos al lenguaje, relacionados con su investigación profesional. Como fue reportado por The Nation él se aseguró de nunca decirlo que el cielo es "azul", en un esfuerzo de entender por qué las culturas ancestrales nunca usaron este término para el cielo. Las percepciones de Alma, especialmente el llamarle al cielo claro "blanco" fue publicado en el libro de Guy Deutscher de 2010 titulado A través del cristal del lenguaje: Por qué el mundo se ve diferente en otros lenguajes.

## Composiciones
- Sonata en Mi bemol para piano, 6 años[27]
- Andante para violín, 6 años[28]
- Rondino (trío) en Mi♭ para violín, viola y piano, 7 años
- The Sweeper of Dreams (ópera), 7 años[29]
- Movimiento para cuarteto en La mayor, 7 años[30]
- Sonata para viola y piano en Do menor (primer movimiento), 8 años[31]
- Movimiento para cuarteto en Sol mayor, Rondó,  8 años[32]
- "The Night Before Christmas" (Noche buena), canción con letra de C. Moore, 8 años[33]
- Sonata para violín y piano (primer movimiento),  8 años[34]
- Trío para violín, viola y piano, 9 años[35]
- Concierto para violín y orquesta en Sol mayor, 9 años, revisado a los 12[36]
- Dance of the Solent Mermaids (Danza de las sirenas de Solent), para orquesta sinfónica, 9 años[37]
- Cinderella (Cenicienta), ópera de longitud completa, 8-12 años
- Concierto para piano en sol mayor, 10-12 años[38]
- Near the beloved (Cerca de la amada), canción con letra de Goethe, 13 años[39]